# Attaque de Chatoumane
Guerre du Sahel
Batailles
- Tlemss
- 1re Tilwa
- Tabankort
- Ouraren
- Adrar Bouss
- Agadez et Arlit
- Tchibarakaten
- Mangaïzé
- Tazalit
- 1re Bani Bangou
- 2e Tilwa
- Wanzarbé
- Abala
- Midal
- 1re Tongo Tongo
- 1re Ayorou
- 2e Tongo-Tongo
- Baley Beri
- 1re Inates
- 2e Inates
- Sanam
- Chinégodar
- 2e Ayorou
- 2e Bani Bangou
- Taroun
- Torodi
- Adabda
- Intagamey
- Koutougou
- Tabatol
- Takanamat
- Teguey
- Chatoumane

L'attaque de Chatoumane a lieu le 10 décembre 2024 au Niger, pendant la guerre du Sahel.

## Déroulement
Le 10 décembre 2024, un groupe de djihadistes lance une attaque contre Chatoumane, une localité du département de Téra, dans la région de Tillabéri. 
Selon Jeune Afrique, les assaillants auraient profité du marché hebdomadaire de Chatoumane pour lancer un assaut contre un détachement d'environ 140 soldats nigériens, venus sur place pour sécuriser le lieu de vente. D'après RFI, les assaillants, en  nombre bien supérieur à celui des militaires, arrivent en motos, « encerclent le marché » et prennent les forces nigériennes « en étau ».
L'attaque n'est pas revendiquée, mais elle se situe dans la zone d'action de l'État islamique dans le Grand Sahara.

## Pertes
Aucun bilan officiel n'est communiqué par l'armée nigérienne qui nie l'existence d'une attaque à Chatoumane,,. Seulement dix dépouilles de militaires, tombés dans une embuscade près de Petelkole, sont inhumées symboliquement au carré des martyrs de Niamey, le lendemain de l'attaque,.
Cependant RFI annonce que, selon des sources sécuritaires et médicales, au moins 90 soldats et 50 civils ont été tués lors de l'attaque.
Jeune Afrique rapporte pour sa part, que, selon une source sécuritaire, l'assaut aurait fait environ 130 morts parmi les soldats nigériens. Jeune Afrique indique également que « d'autres interlocuteurs évoquent jusqu'à 200 morts ». 
De même, la BBC évoque un bilan d'environ 130 morts. L'AFP fait quant à elle état de 90 à 100 morts d'après une source sécuritaire occidentale.

## Conséquences
Les autorités du Niger nient avoir subi une défaite à Chatoumane. Le 12 décembre, elles annoncent suspendre la BBC pour une durée de trois mois, en invoquant, d'après un communiqué du ministre de la Communication, Sidi Mohamed Raliou, des « informations erronées tendant à déstabiliser la quiétude sociale et à saper le moral des troupes qui luttent contre les jihadistes ». Elles déclarent également porter plainte contre RFI, qu'elles accusent d'« orchestrer [...] une vaste campagne de désinformation ».